# 울산여객
울산여객자동차(蔚山旅客自動車)는 울산광역시에 위치한 시내버스 운수업체이다. 1995년 도농통합 전부터 울산시를 운행하였으며, 남성여객, 한성교통, 유진버스와 동일한 계열사로 2011년 11월 대우여객의 언양영업소 노선을 인수하였다.

## 차고지
- 울산광역시 울주군 청량읍 웅촌로 1263 (율리공영차고지 본사)
- 울산광역시 동구 문현로 120 (꽃바위공영차고지)
- 울산광역시 북구 호계로 80 (창평동 (농소공영차고지)
- 울산광역시 울주군 청량읍 온산로 545 (상남리) (덕하공영차고지)

## 역사
- 1969년 9월 28일: 회사 설립
- 2011년 11월 1일: 대우여객의 언양영업소를 인수하였다.

## 운행 노선
| - 124번 : 율리공영차고지 ~ 지웰시티자이 - 134번 : 율리공영차고지 ~ 꽃바위 - 246번 : 농소공영차고지 ~ 울산국제물류센터 - 313번 : 신화리 ~ 봉계시장 - 323번 : 사촌 ~ 개말 - 333번 : 신화 ~ 은편삼거리 - 343번 : 신화 ~ 복합웰컴센터 - 363번 : 신화 ~ 태종 - 415번 : 율리공영차고지 ~ 진하공영주차장 - 416번 : 율리공영차고지 ~ 장생포 - 417번 : 율리공영차고지 ~ 명촌차고지 - 472번 : 율리공영차고지 ~ 농소공영차고지 - 513번 : 덕하공영차고지 ~ 신화 - 715번 : 명촌차고지 ~ 진하공영주차장 - 718번 : 명촌차고지 ~ 성안종점 - 728번 : 명촌차고지 ~ 골드클래스 - 734번 : 명촌차고지 ~ 쌍용하나빌리지 - 773번 : 명촌차고지 ~ 명촌차고지 - 918번 : 옥동초등학교 ~ 울산대공원 - 1115번 : 꽃바위 ~ 덕하공영차고지 - 1134번 : 율리공영차고지 ~ 꽃바위 - 1144번 : 꽃바위 ~ 노포역 - 1154번 : 명촌차고지 ~ 노포역 |

## 보유 차량

#### 현대자동차
- 현대 그린시티
- 현대 뉴 슈퍼에어로시티
- 현대 저상 뉴 슈퍼에어로시티
- 현대 블루시티 저상형
- 현대 유니버스 스페이스 엘레강스
- 현대 뉴 프리미엄 유니버스 엘레강스
- 현대 뉴 프리미엄 유니버스 스페이스 럭셔리
- 현대 뉴 프리미엄 유니버스 럭셔리
- 현대 뉴 프리미엄 유니버스 프라임
- 현대 일렉시티2 (전기버스, 수소전기버스)

## 사진

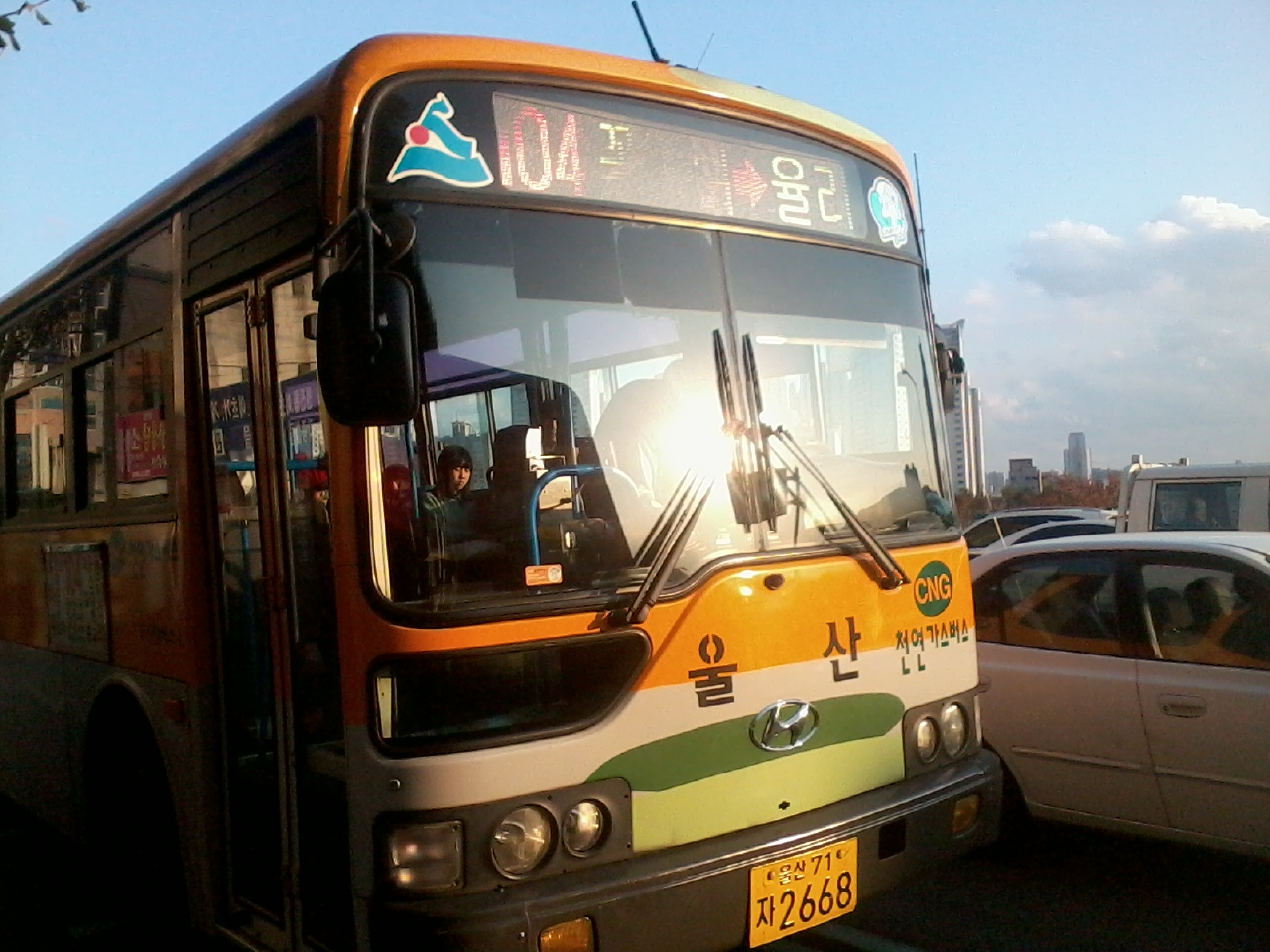
울산시내버스 104번
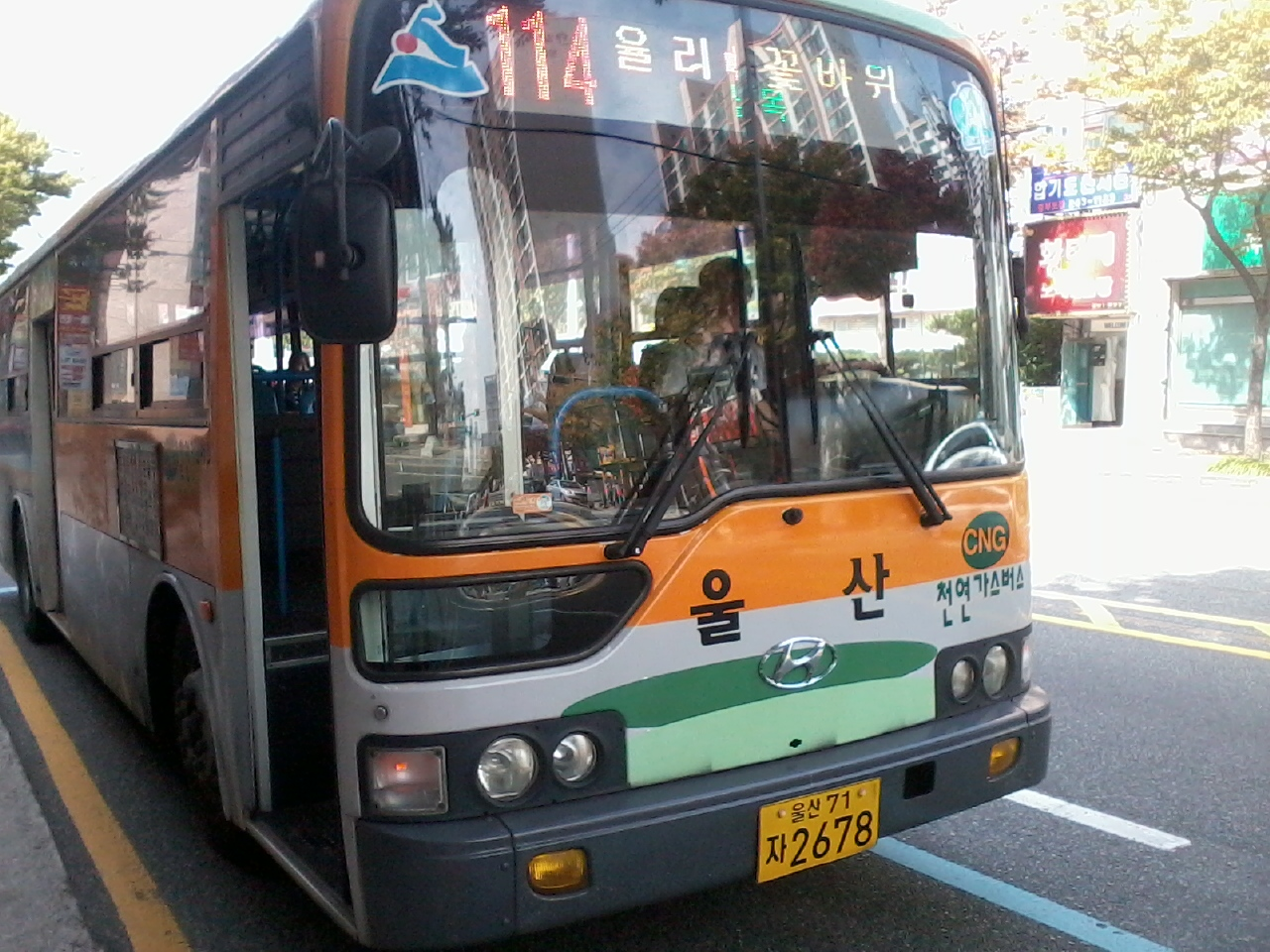
울산시내버스 114번
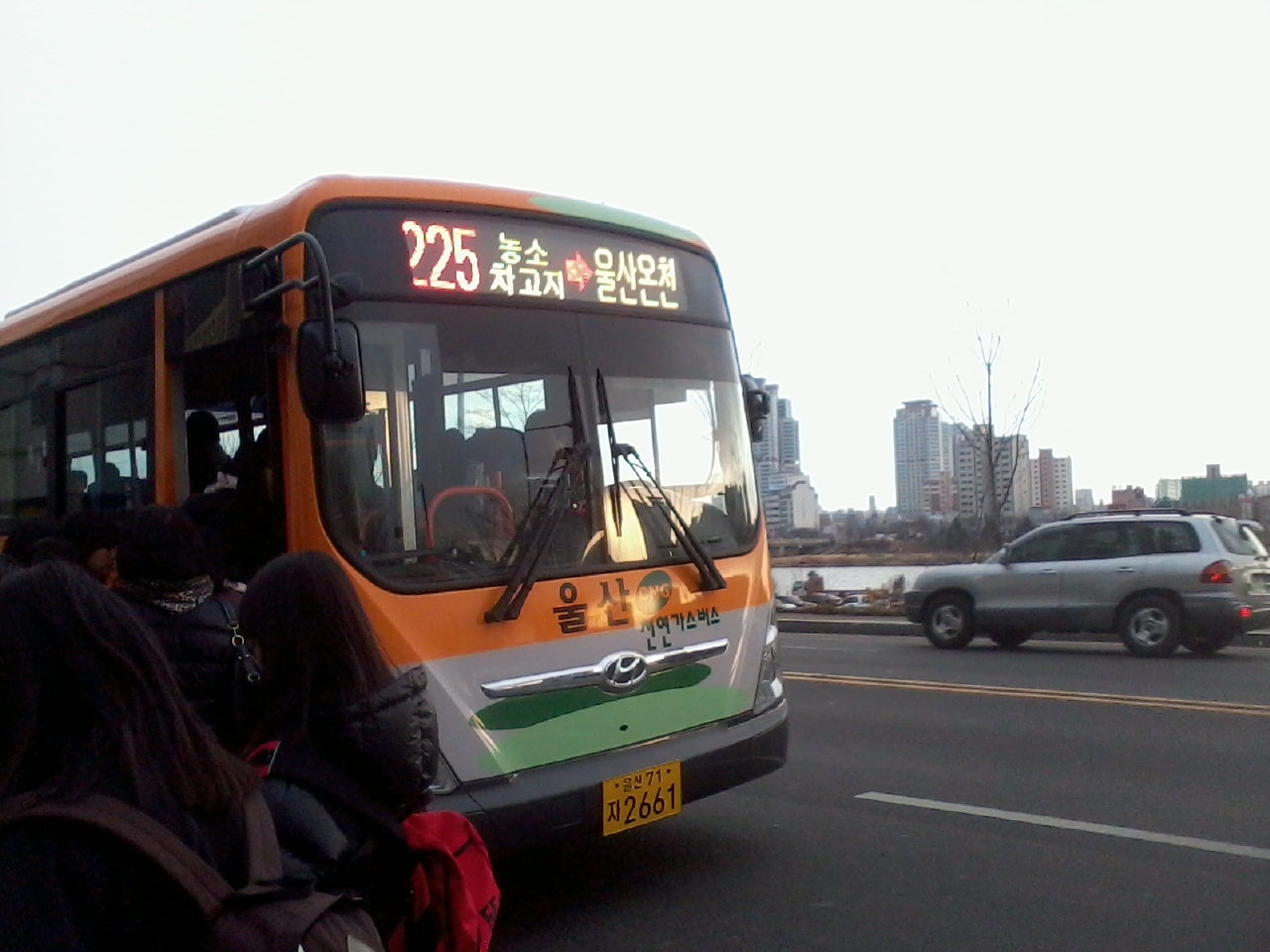
울산시내버스 225번
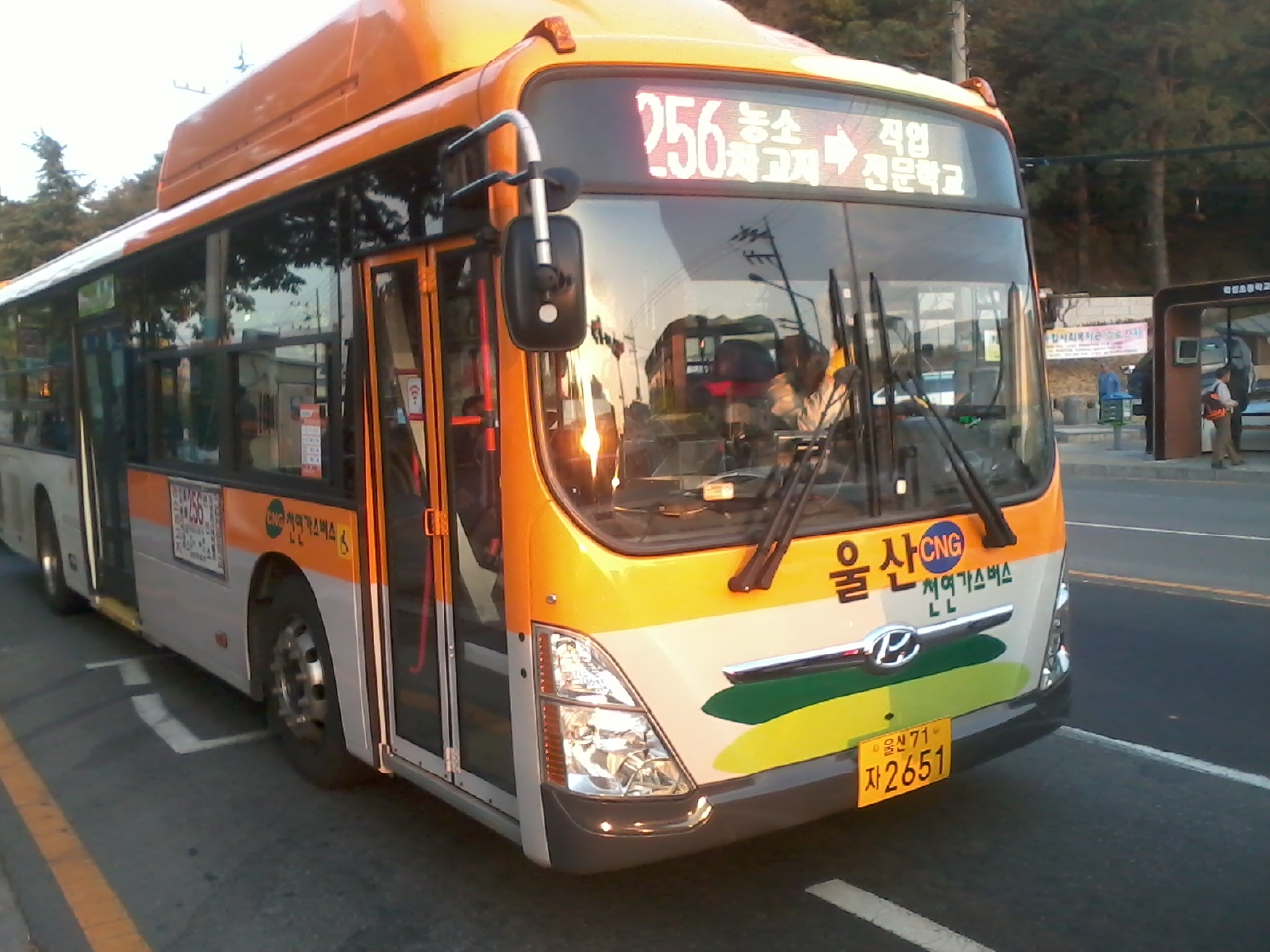
울산시내버스 256번 저상
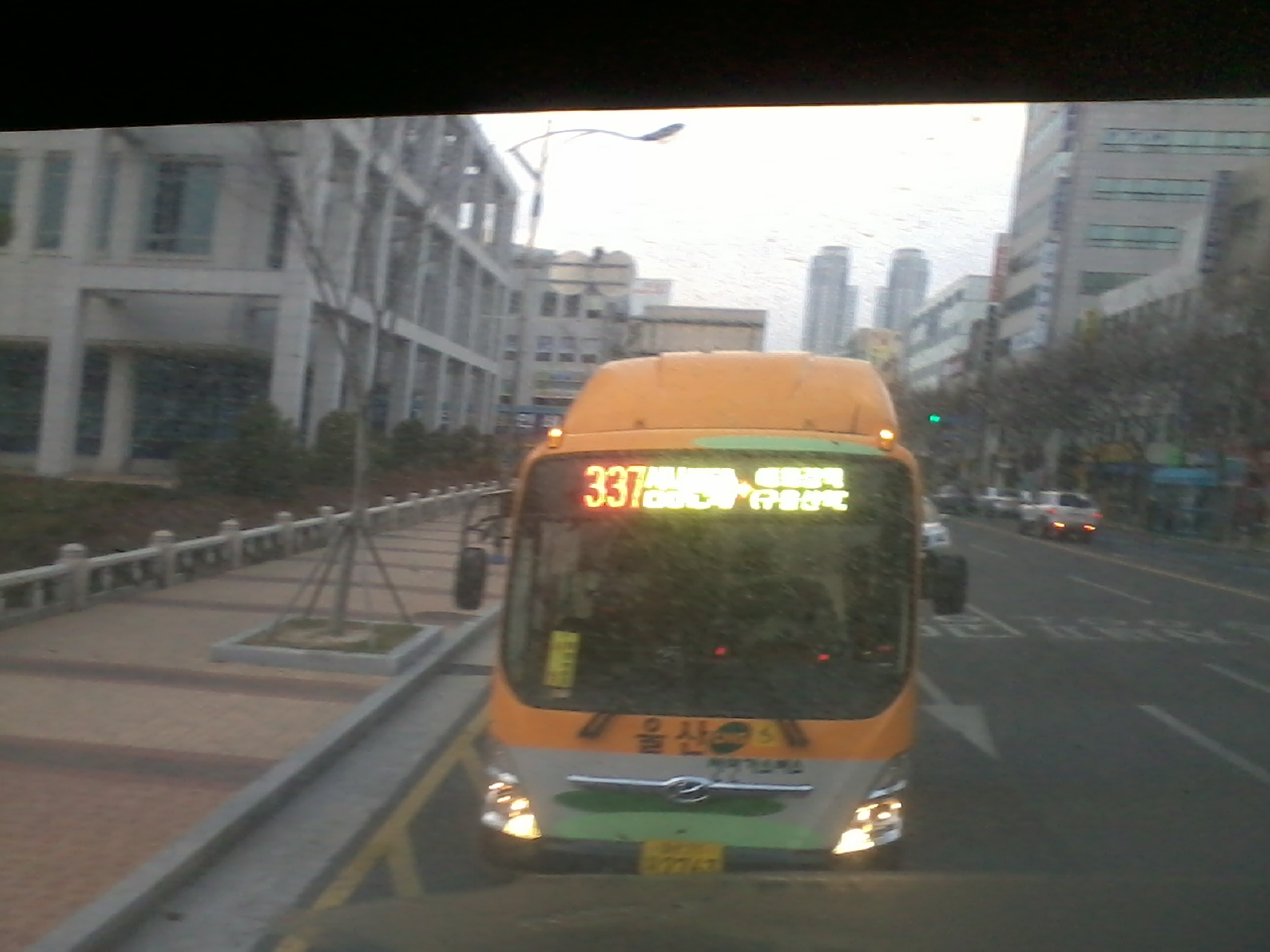
울산시내버스 337번
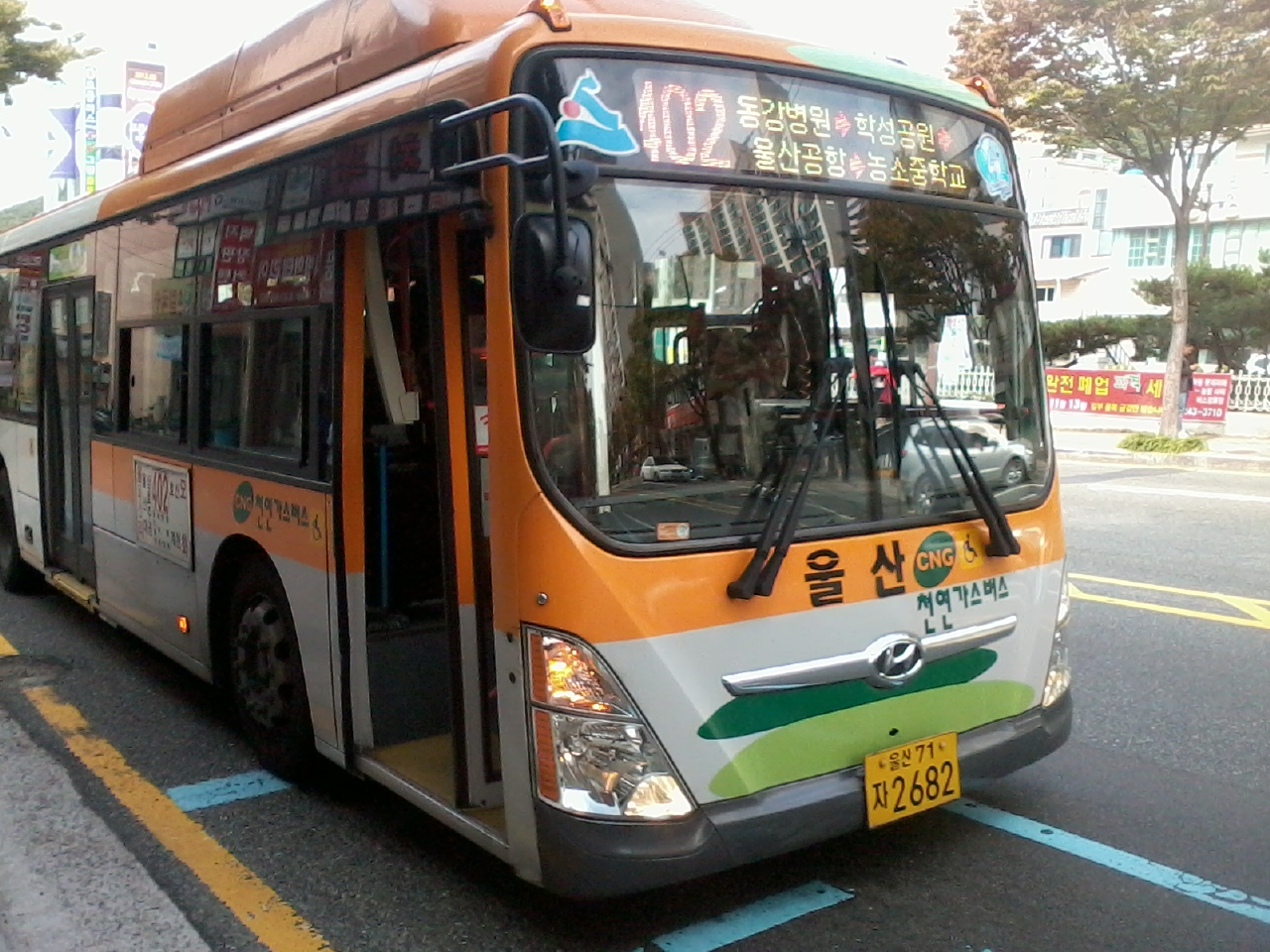
울산시내버스 402번 저상
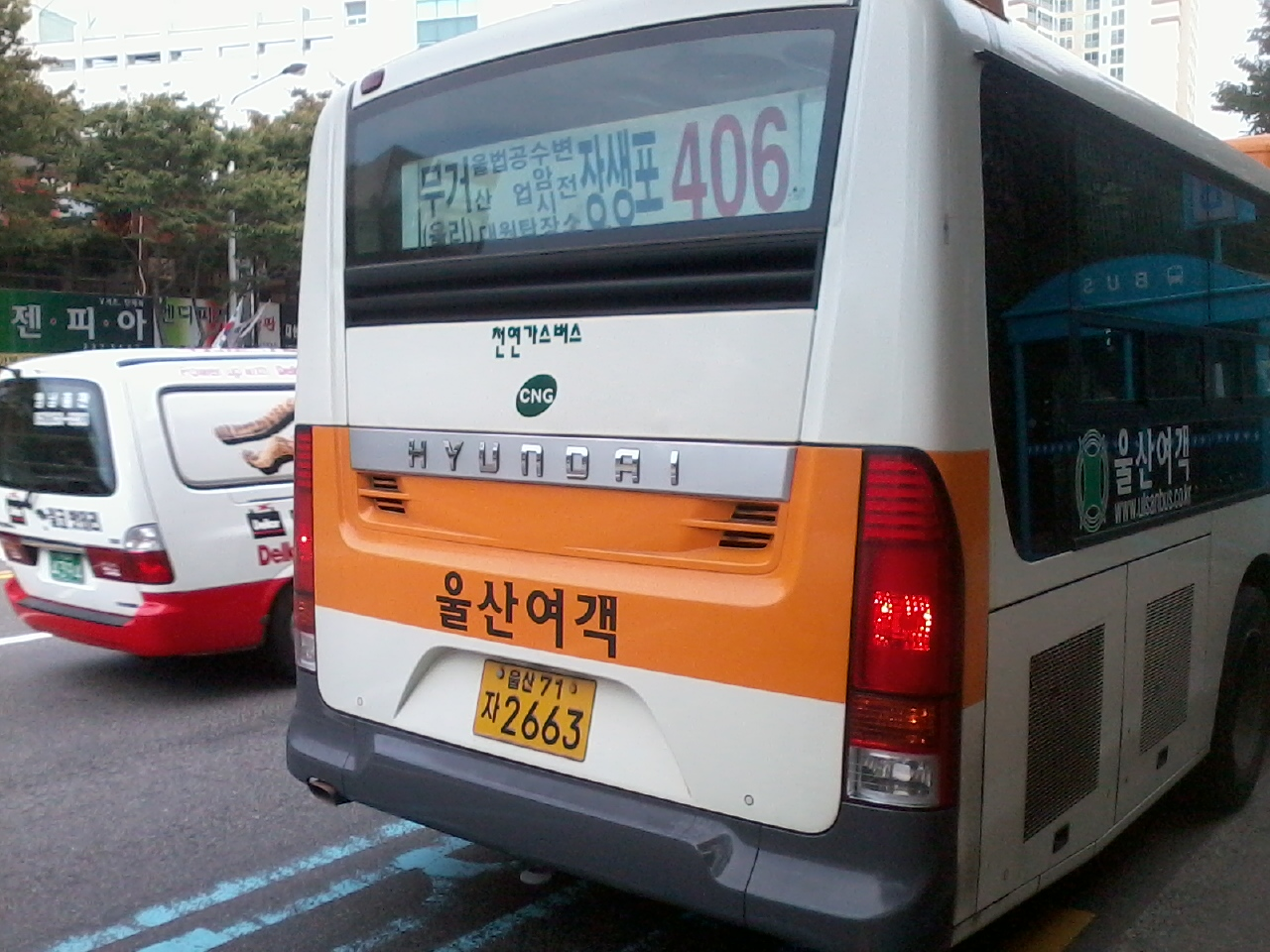
울산시내버스 406번
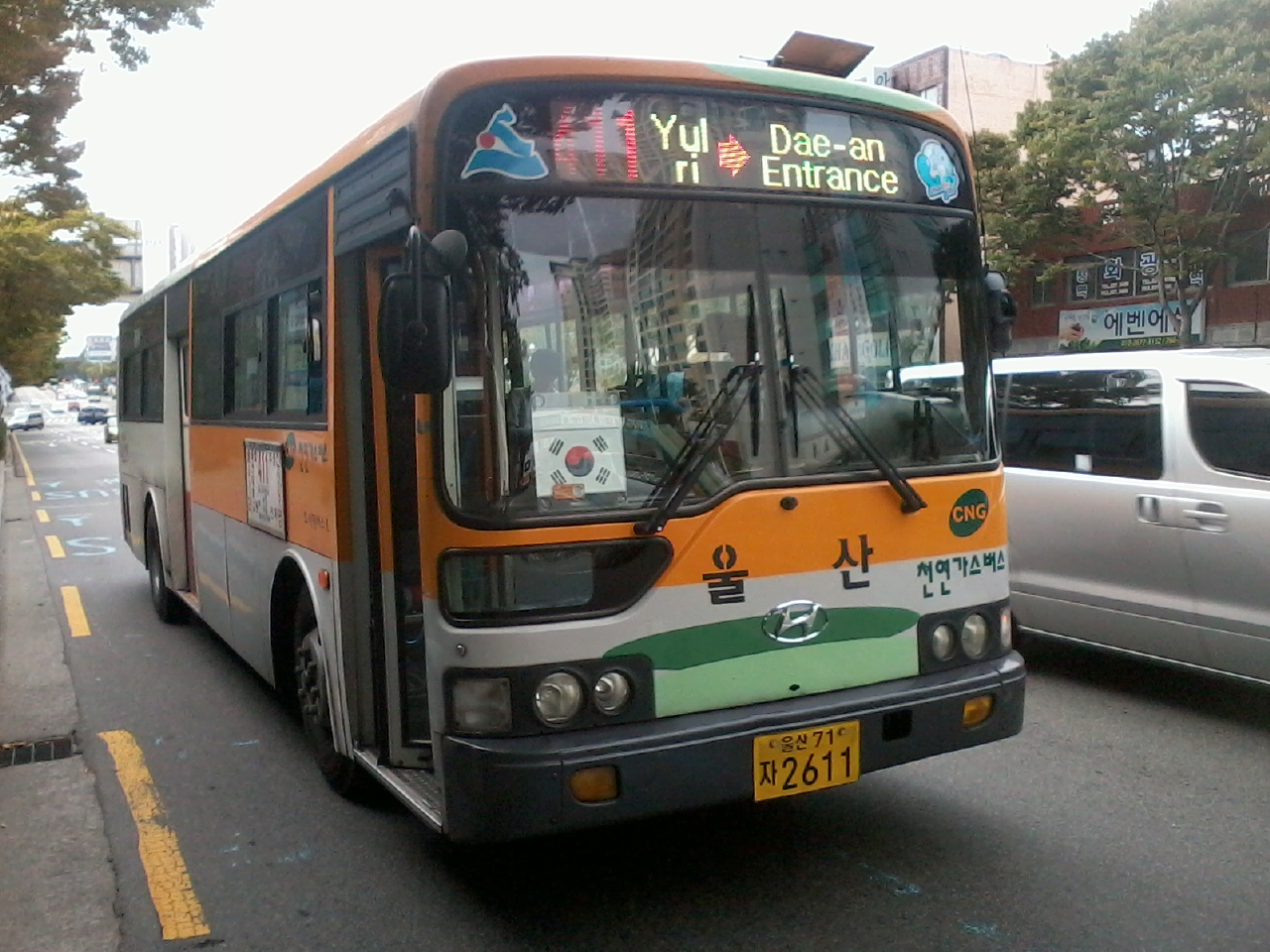
울산시내버스 411번
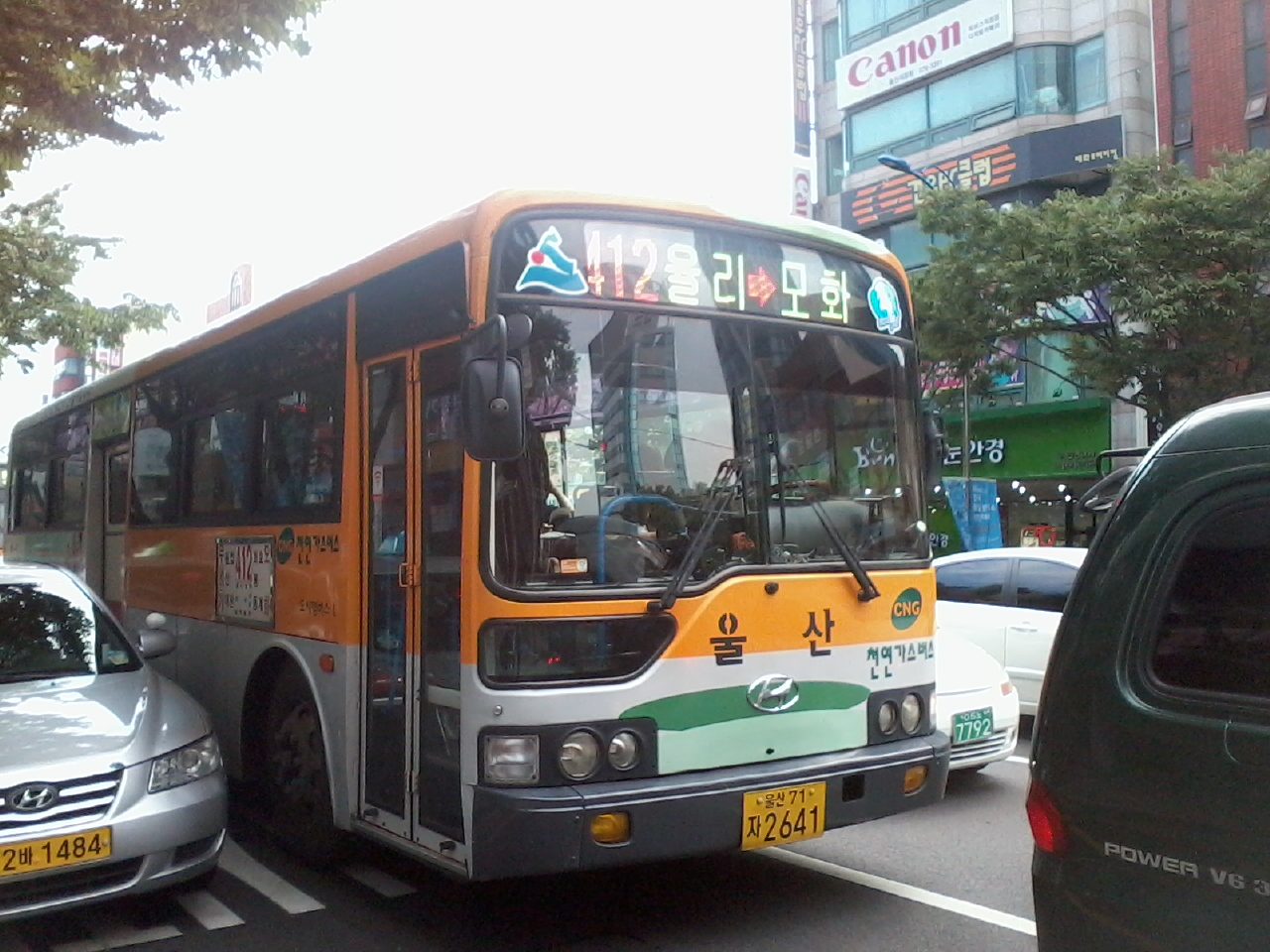
울산시내버스 412번
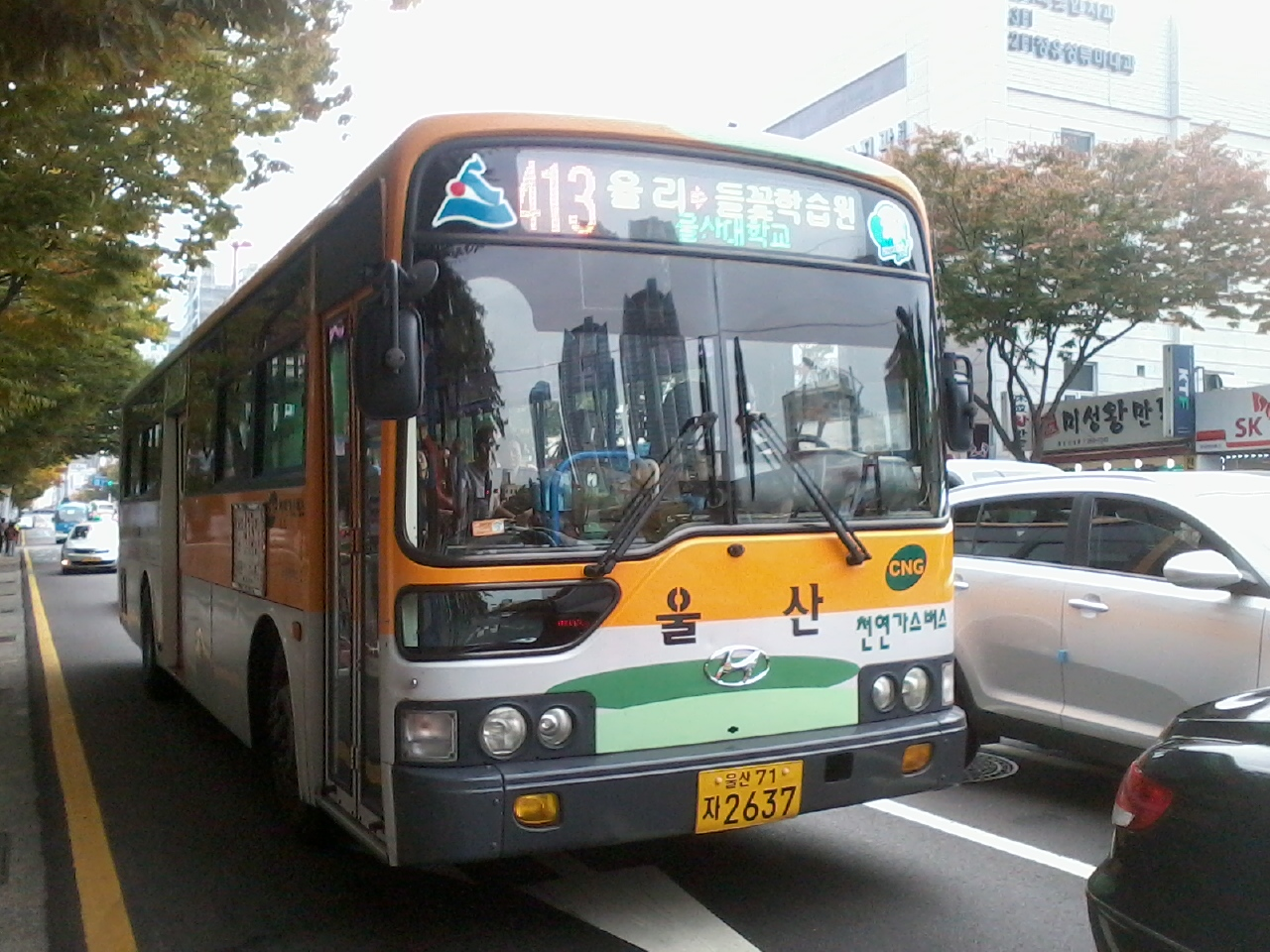
울산시내버스 413번
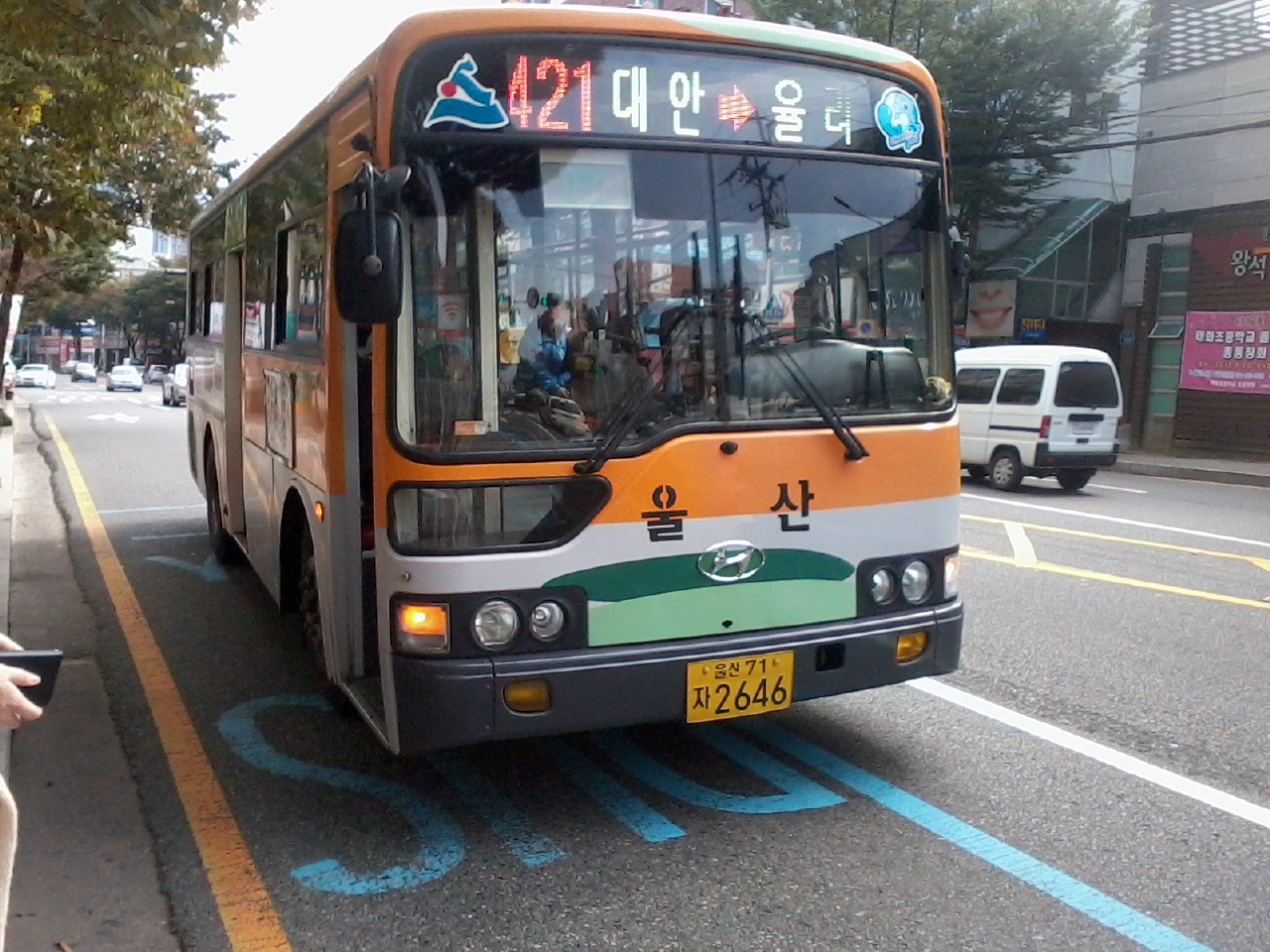
울산시내버스 421번
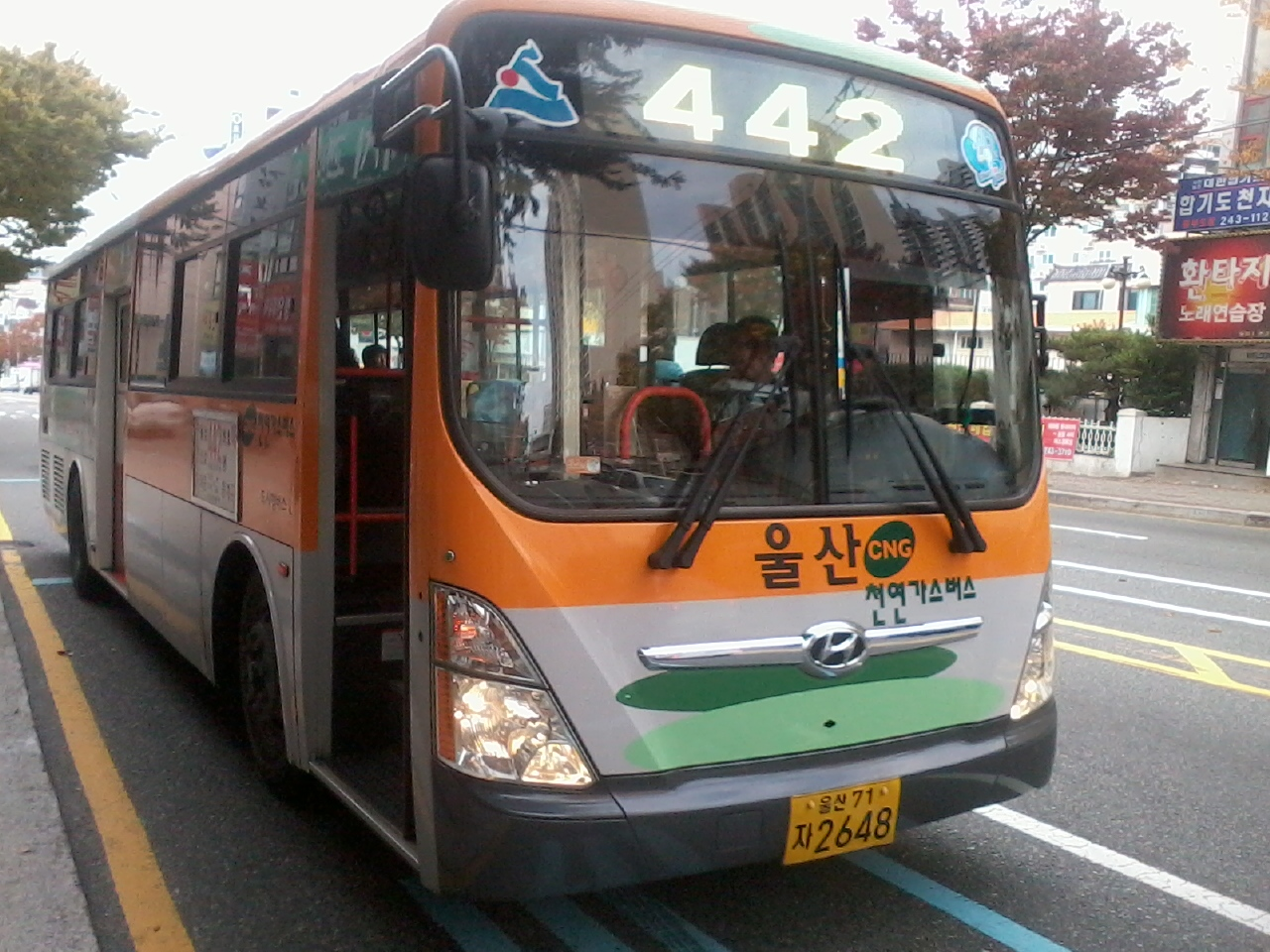
울산시내버스 442번
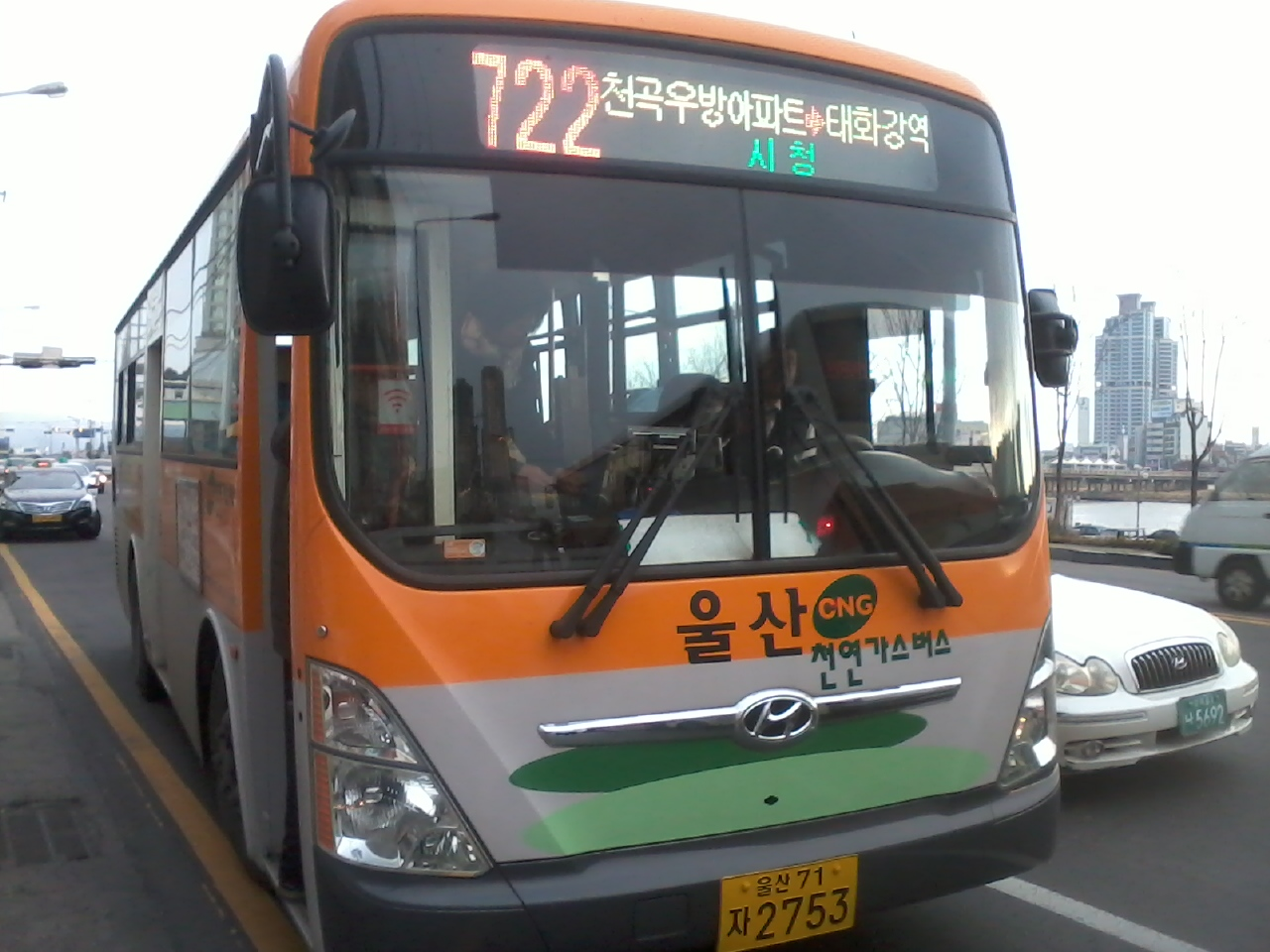
울산시내버스 722번(722번 폐선 이후 언양에서 운영)
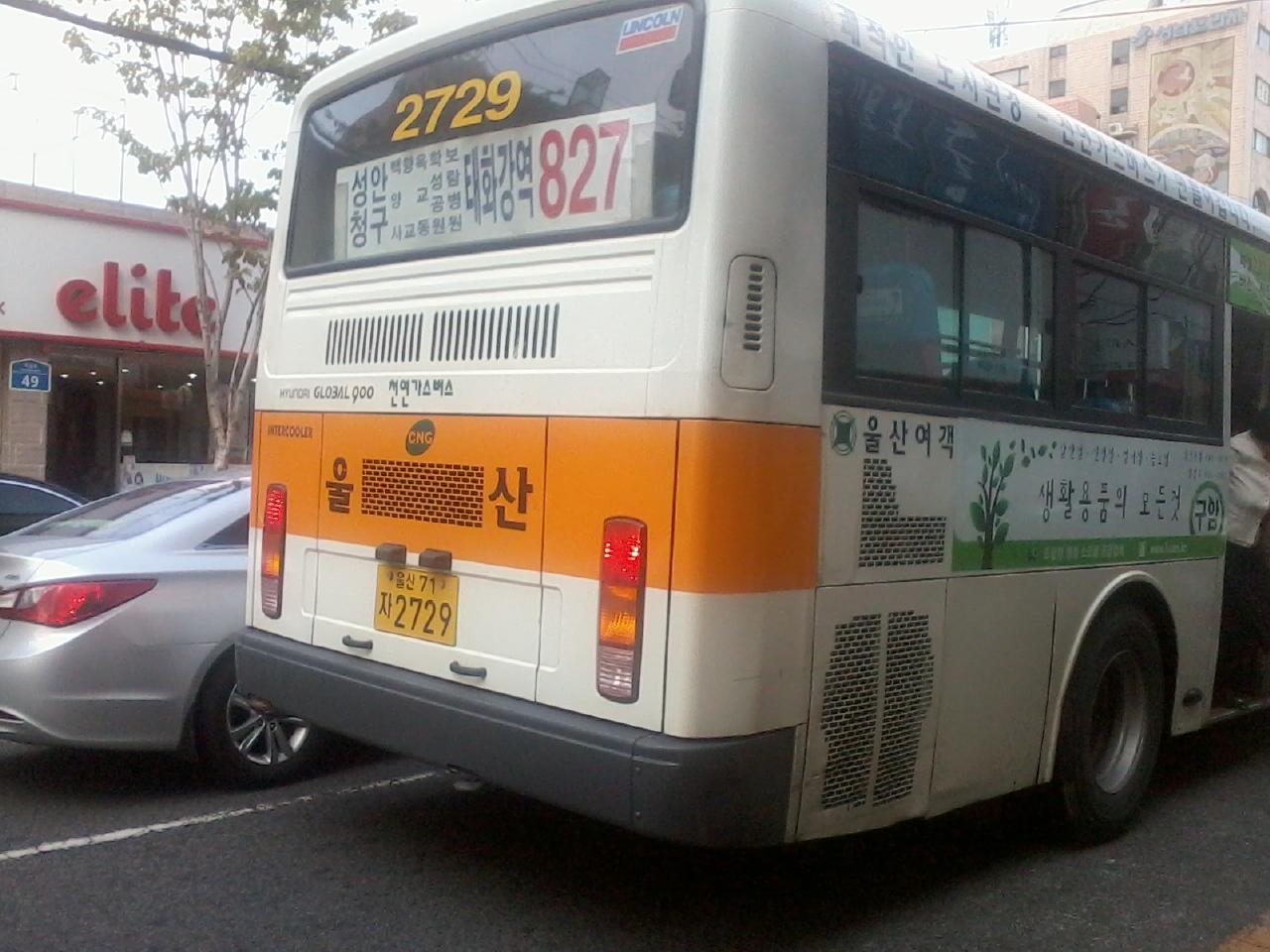
울산시내버스 827번
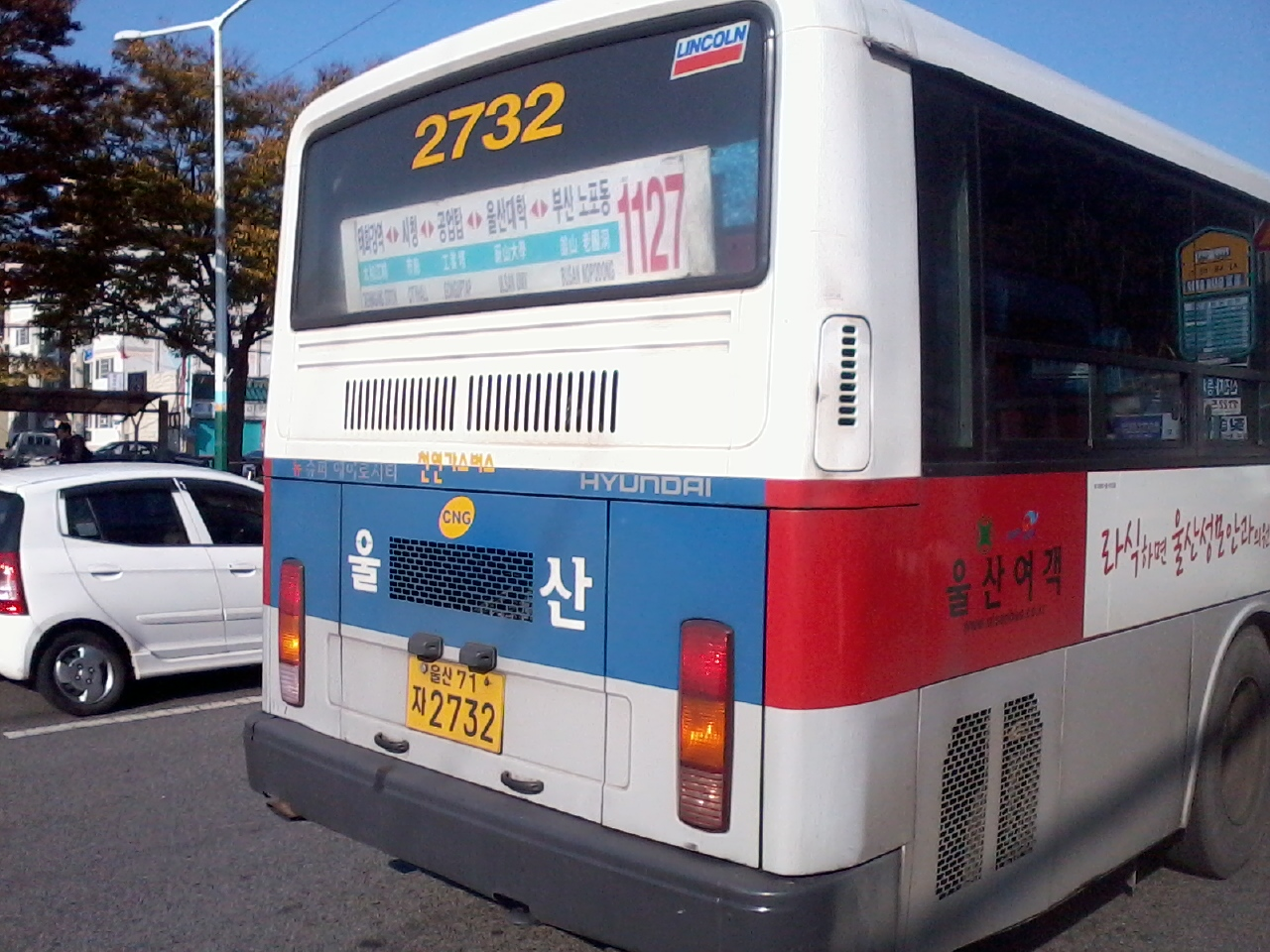
울산시내버스 1127번